# Pedenjped
Pedenjped je eden izmed najbolj prepoznavnih deških literarnih likov v  slovenski mladinski književnosti.

## Karakter junaka
Pedenjped je glavna literarna oseba avtorskih pesmi v slikaniški knjižni obliki. V njih pesnik Niko Grafenauer na humoren in zanimiv način predstavi osrednji literarni lik. Zanj lahko rečemo, da na neki način potrjuje stereotipno podobo dečka v mladinski književnosti. Pedenjped je izredno neurejen, razkuštran in higiena mu je popolnoma tuja stvar. Pogosto trmari, joka in kuha mulo. Hkrati pa je tudi zelo samostojen, saj kot pravi pesmica Sam:
Po drugi strani je zelo pogumen, saj se nikogar ne boji, pa tudi če bi se, bi z njim opravil kar sam. Pedenjped ne bi bil tipičen deški lik, če ne bi bil tudi nagajiv, razposajen in sladkosned. Zanimivo je, da ga lahko spoznamo tudi kot zelo učenega dečka, ki rad bere knjige, igra piščal, čeprav ne ravno najbolje in rad ustvarja, še posebej slika po steni, kar seveda ni ravno po godu njegovemu očetu.
Pesnik je o Pedenjpedu zapisal: »S Pedenjpedom sem se hotel predvsem približati otroškemu načinu gledanja na stvari in dogodke, s katerimi se otrok srečuje v vsakdanjem življenju, obenem pa svoja lastna otroška doživetja kakor tudi vtise, ki nastajajo v meni, ko danes opazujem otroke, tako združiti med sabo, da bo oseba tega junaka kar najbolj privlačna in zanimiva.«
Miroslav Košuta pa je o njem zapisal: »Pedenjped je deček, ki je velik pedenj in še ped. V njem so združene lastnosti vseh razposajenih in neugnanih malčkov. Ni je stvari, ki bi ušla njegovim radovednim očem; rad ima sladkarije, rad se postavlja s kako svojo umetnijo, včasih jo pošteno zagode očku in mamici, spet drugič je na vso moč moder in nedostopen pri svojih vsakdanjih, a neodložljivih opravilih. Bere učeno in po svoje, kakor smo pred kratkim brali še mi vsi, piska kot pravi umetnik na piščal, pred nobenim polžem se ne splaši, neizmerno spoštuje sladoled in druge dobrote, prav rad pomaga , a je pri tem bolj v nadlogo kot v pomoč, popravlja ure po hiši, ureja promet in klepeče kot pravo ropotalo, ki ne utihne, dokler ga ne odnesejo spat.«
Lik Pedenjpeda lahko povežemo s številnimi deškimi literarnimi liki, ki se pojavljajo v mladinski literaturi, saj je lik dečka, ki je nagajiv, razposajen in pogumen zelo pogost. Tako lahko podobnosti najdemo v Levstikovi zbirki Najdihojca, kjer nastopa deški literarni lik, ki je nagajiv, razposajen in dela to, kar mu paše. Podobnosti najdemo tudi v Župančičevemu liku Cicibana, ki je pravi razgrajač, ki nikoli ne posluša mame. Fran Levstik je uporabil podobno poimenovanje dečka, to je Pedenj-človek. Npr. v pesmi »Pedenj-človek in laket-brada, kako sta se metala«. Pesem »Laketbrada« pa najdemo tudi med Grafenauerjevimi pesmimi.

## Zbirke
Prva pesniška zbirka o Pedenjpedu je vsebovala veliko več pesmi kot jih poznamo iz kasnejših izdaj. Zadnje izdaje Pedenjpeda vsebujejo deset pesmi. Pesniška zbirka o Pedenjpedu, ki je izšla leta 1977, pa jih je štela kar sedeminštirideset. Niko Grafenauer je izdal še pesniško zbirko Možbeseda Pedenjped, v kateri nadaljuje dogodivščine Pedenjpeda. V tej zbirki pesnik predstavi pesmi iz prve zbirke, doda pa ji tudi novo, ki se imenuje Pedenjhišica . Pedenjhišica je Grafenauerjeva zadnja pesniška zbirka o Pedenjpedu, v kateri se mu pridružijo še Muca Copatarica, Huda mravljica, Sovica Oka, Zvezdica Zaspanka, Majhnica in Pika Nogavička. Pedenjped pa se nauči tudi abecede. 2010 je izšla zbirka Brez moči je vsak ukrep, Pedenjped ima spet rep

## Ilustracije
Slikanice o Pedenjpedu je ilustriralalo več znanih ilustratorjev. Lidija Osterc  mu je na glavo poveznila velik ciklamen klobuk, oblekla belo srajco z modrim metuljčkom, rdeče hlače, črtaste dokolenke in črne čevlje. Že na njenih ilustracijah je Pedenjped deloval razposajeno in igrivo, ter nas čakal z razširjenimi rokami na naslovni strani. Vendar pa se je ilustrator Marjan Manček bolj približal podobi nagajivega in razposajenega Pedenjpeda. Dodal mu je novo podobo z rumeno majico, modrimi hlačami, rdečimi čevlji, rumenimi vezalkami in prstom v nosu. Njegove ilustracije se ujemajo z opisom v pesmi Pedenjped:
Pesniško zbirko V Pedenjpravljico prost vstop je ilustrirala Marija Lucija Stupica. Pedenjpeda je upodobila v zelenih hlačah, rdeči srajci, z lasmi, ki štrlijo v nebo, in velikanskim kosom pogače. V pesmi Sam ima Pedenjped slečeno srajco in tako ilustratorka predstavi zelene hlače z naramnicami in belo majico. Ilustratorka Pedenjpeda prikaže kot majhnega fanta okoli katerega so vse stvari zelo velike. Velikanski kos pogače, velik glavnik, velike sladkarije, velika knjiga in ura, velik kaktus.